# Glypta curta
Glypta curta är en stekelart som beskrevs av Dasch 1988. Glypta curta ingår i släktet Glypta och familjen brokparasitsteklar. Inga underarter finns listade i Catalogue of Life.